# Continental Automotive France
Fondée le 30 mars 1981, Continental Automotive France est une filiale de Continental AG dont le siège est à Toulouse, son secteur d'activité est la fabrication d'instrumentation scientifique et technique.

## Historique
Les débuts à Toulouse datent de 1979. L'implantation est alors créée sous le nom de Renix par Renault et l'équipementier Bendix, à Toulouse à proximité de Motorola et de l'Aerospatiale, la société compte 90 salariés en 1979 et 500 salariés en 1985. Après 1985, Renault revend entièrement la société à Bendix.
En 1988, Siemens rachète l'entreprise à Bendix. Après 30 ans, Siemens VDO vend la société à Continental, Siemens VDO compte alors 6 sites de production en France dont le plus important est à Toulouse avec 1900 salariés.
En 2019, la division Power Train de Continental prend son indépendance et devient Vitesco Technologies, son introduction en bourse était prévue en 2020. Ainsi les ateliers de production de la filière Vitesco Technologies (Power Train) à Foix et Boussens sont réorganisés. Une partie du site de Continental situé à Toulouse est également réaménagée.

## Activités
En 2017, le groupe affichait un effectif de 2 908 personnes avec un chiffre d'affaires de 1 020 573 500 €.
Les sites de répartition des emplois (CDI et intérimaires) sont les suivants :
- Toulouse : 2 300 salariés;
- Boussens : 350 salariés;
- Foix : 385 salariés;

## Sites de production
Il existe 4 usines en France, dont 3 en Occitanie :
- Toulouse : fabrication de boitiers électroniques pour l'automobile.
- Foix : fabrication de l'électronique pour automobile, injecteurs.
- Boussens : fabrication de capteurs de proximité, de vitesse, d'arbre à cames, de cliquetis. Position sans contact.
- Rambouillet : Fabrication de cockpit et tableaux de bord pour poids lourds et véhicules; et systèmes électroniques embarqués pour l'automobile (développement et fabrication). Autoradios, systèmes de navigation et tuners.

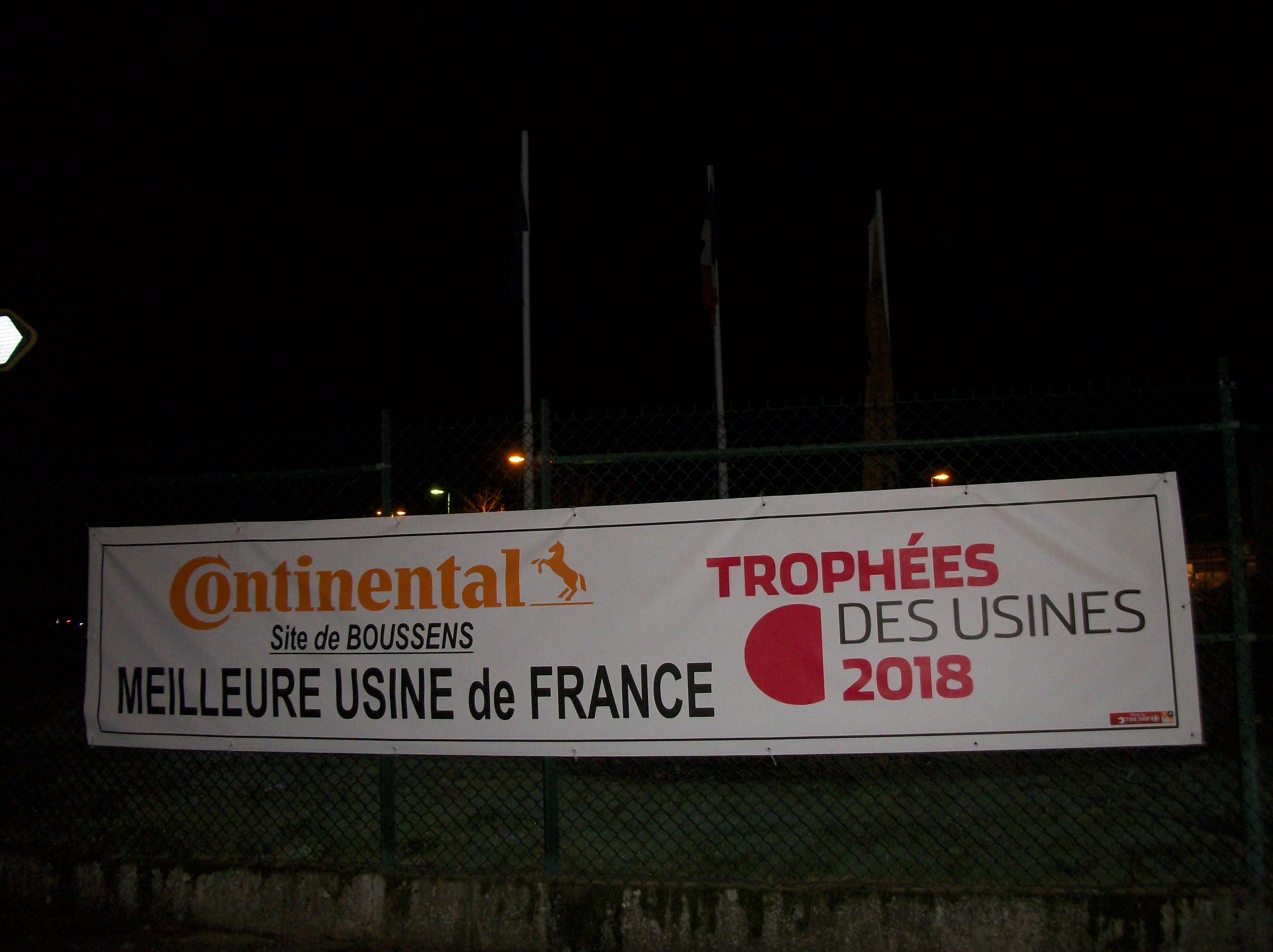

## Récompense
Le site de Boussens a reçu le prix de « l'usine de l'année en 2018 » par le magazine L'Usine nouvelle,.